# Dangona
Dangona (auch: Dangana, Dan Gona) ist ein Dorf in der Stadtgemeinde Illéla in Niger.

## Geographie
Das auf einer Höhe von 284 m gelegene Dorf befindet sich etwa 30 Kilometer südwestlich des Stadtzentrums von Illéla, der Hauptstadt des gleichnamigen Departements Illéla in der Region Tahoua. Größere Dörfer in der Umgebung sind das rund neun Kilometer östlich gelegene Dandadji und das rund 14 Kilometer südlich gelegene Dafawa. Dangona liegt am Südrand der Landschaft Ader.

## Geschichte
Das Dorf gehörte im 18. Jahrhundert zur Provinz Ader des Sultanats Aïr. Die Provinz war in mehrere Sektoren aufgeteilt und der Sektor, in dem Dangona lag, wurde von den Amattokes verwaltet, einer Untergruppe der Tuareg-Untergruppe Lissawan. Im letzten Drittel des 19. Jahrhunderts stand das Dorf unter der direkten Verwaltung des Sarkin Adar, des Herrschers von Ader mit Sitz in Illéla. Der britische Reiseschriftsteller A. Henry Savage Landor besuchte Dangona 1906 im Rahmen seiner zwölfmonatigen Afrika-Durchquerung und erwähnte die riesigen Getreidespeicher im Dorf.
Dangona gehörte bei der Ernährungskrise in Niger 2005 zu den am stärksten betroffenen Orten. Die Bevölkerung hatte weniger als eine Mahlzeit am Tag zur Verfügung, es wurden Wurzeln, wilde Beeren und Blätter gegessen. Der staatliche Stromversorger NIGELEC elektrifizierte das Dorf ab 2012.

## Bevölkerung
Bei der Volkszählung 2012 hatte Dangona 5116 Einwohner, die in 844 Haushalten lebten. Bei der Volkszählung 2001 betrug die Einwohnerzahl 3984 in 623 Haushalten und bei der Volkszählung 1988 belief sich die Einwohnerzahl auf 2303 in 379 Haushalten.

## Wirtschaft und Infrastruktur
Im Dorf gibt es einen Wochenmarkt. Der Markttag ist Sonntag. In Dangona wird Saatgut für Augenbohnen produziert. Mit einem Centre de Santé Intégré (CSI) ist ein Gesundheitszentrum im Ort vorhanden. Der CEG Dangona ist eine Schule der Sekundarstufe des Typs Collège d’Enseignement Général. Es wird eine Niederschlagsmessstation im Ort betrieben.